# Paul Green (författare)
Paul Eliot Green, född 17 mars 1894, död 4 maj 1981, var en amerikansk författare.
Paul Green kom från en fattig arrendatorfamilj i North Carolina. Han kom 1916 till ett universitet, deltog som officer i första världskriget, var senare biträdande professor i filosofi vid University of North Carolina och därefter ordinarie professor i dramatik där. Green som redan som barn kom i kontakt med de svarta, kom att behandla deras liv i ett flertal pjäser, främst enaktare. Bland dessa märks The Lord's will and other Carolina plays (1925), Lonesome road (1926), The field God and In Abraham's bosom (1927), In the Valley and other Carolina plays (1928) och The house of Connelly and other plays (1930). Bland Greens senare skådespel märks Roll sweet chariot (1934), Shroud my body down (1935), Johnny Johnson (1936), The lost colony (1937), The enchanted maze (1939) och The Highland call (1941). Green var medförfattare till Native son (1941, tillsammans med Richard Wright). Out of the South (1939) innehåller 15 av Greens pjäser. Han skrev även noveller som Wide fields (1928) och Salvation on a string (1940), romaner som The laughing pioneer (1932) och This body the earth (1935) samt litterära och pedagogiska skrifter som The hawthorn tree (1943) och Forever growing (1945).